# Qaasuitsup
Qaasuitsup este o municipalitate în Groenlanda. A luat naștere în 2009 prin unirea fostelor municipalități Kangaatsiaq, Aasiaat, Qasigiannguit, Ilulissat, Qeqertarsuaq, Uummannaq, Upernavik și Qaanaaq. Reședința sa seste localitatea Ilulissat (Jacobshavn)